# رافع دحام التكريتي
رافع دحام مجول التكريتي (24 نيسان/أبريل 1937 – 11 تشرين الأول/أكتوبر 1999) . كان عضواً في مجلس قيادة الثورة العراقي ومديراً لجهاز المخابرات العراقية، والسفير العراقي السابق لدى تركيا، والرئيس السابق للخدمة السرية العراقية التي توازي مكتب التحقيقات الفيدرالي عند تنفيذ أنشطة محلية. كان واحداً من الشخصيات السياسية المعروفة في العراق. أعلنت الحكومة العراقية في عهد صدام حسين وفاته رسمياً يوم 11 تشرين الأول/أكتوبر 1999 إذ دفن في تكريت مسقط رأس العديد من كبار أعضاء الحكومة العراقية في وسط محافظة صلاح الدين.

## روابط خارجية
- Global Security Organization